# Septimiu Albini
Septimiu Albini (1861 - 1919) a fost un publicist român care a militat pentru cauza independenței românilor din Transilvania. Septimiu Albini a fost unul din semnatarii documentului Memorandumul Transilvaniei.

## Familia și studiile
Pe linie maternă a fost nepotul mitropolitului Alexandru Sterca-Șuluțiu.
A urmat liceul la Sibiu și Blaj, iar universitatea la Viena. Ca student fusese membru al societății '' România Jună''.